# Flaga Mongolii
Flaga Mongolii – jeden z symboli państwowych Mongolii. Składa się z trzech wertykalnie ułożonych pasów: czerwonego, niebieskiego i czerwonego.

## Historia
Podstawowy wzór flagi wprowadzono w 1945. Jednak w 1992 usunięto gwiazdę znad emblematu i zmodyfikowano kształt Sojombo. Flagę ustanowiono 12 lutego 1992.

## Symbolika
Kolor niebieski, symbol trwałości ojczyzny, od wieków tradycyjnie był czczony przez Mongołów. Czerwona barwa oznacza rozkwit. Złoty znak Sojombo, historyczny symbol niepodległości i wolności Mongołów, ma swoją bogatą symbolikę. Zwieńczony jest płomieniem o trzech wierzchołkach, uważanym za symbol pomyślności i rozkwitu. Słońce i księżyc, zamieszczone poniżej, symbolizują wieczność i wzmacnianie się. Te trzy znaki razem niosą przesłanie: niech żyje Państwo Mongolskie.
Trójkąty są grotami strzał, które przypominają o niezwyciężoności, a poziome prostokąty to fragment kolczugi, która jest znakiem mocnego i sprawiedliwego ustroju. Centralnie zamieszczone koło z dwoma rybami oznacza mężczyznę i kobietę, a zarazem symbol płodności. Pionowe słupy to mury obronne i są oznaką jedności i przyjaźni narodu, przezwyciężającej swą mocą żelazny mur obronny.

Flaga Chanatu Mongolii (1911–1921)
Flaga Mongolskiej Republiki Ludowej (1921–1924)
Flaga Mongolii w latach 1924–1940
Flaga Mongolii w latach 1940–1945
Flaga Mongolii w latach 1945–1992